# Джексон, Стивен (гребец)
Сти́вен Дже́ксон (англ. Stephen Jackson; 18 сентября 1956, Дублин) — британский гребец-байдарочник, выступал за сборную Великобритании в первой половине 1980-х годов. Чемпион мира, участник летних Олимпийских игр в Лос-Анджелесе, победитель многих регат национального и международного значения. 

## Биография
Стивен Джексон родился 18 сентября 1956 года в Дублине. Активно заниматься греблей начал в раннем детстве, проходил подготовку в королевском каноэ-клубе в Лондоне.
Первого серьёзного успеха на взрослом международном уровне добился в 1981 году, когда попал в основной состав британской национальной сборной и побывал на домашнем чемпионате мира в Ноттингеме, откуда привёз награду бронзового достоинства, выигранную в четвёрках на десяти километрах совместно с напарниками Стивеном Брауном, Кристофером Кэнэмом и Аленом Уильямсом. Два года спустя на мировом первенстве в финском Тампере вместе с Уильямсом одержал победу в двойках на дистанции 10000 метров, став таким образом чемпионом мира.
Благодаря череде удачных выступлений удостоился права защищать честь страны на летних Олимпийских играх 1984 года в Лос-Анджелесе — стартовал в зачёте одиночных байдарок на дистанции 1000 метров, сумел дойти до финальной стадии, но в решающем заезде показал лишь восьмой результат. Вскоре по окончании этих соревнований принял решение завершить карьеру профессионального спортсмена, уступив место в сборной молодым британским гребцам.